# Argonautes d'Aix-en-Provence 2022
Questa voce raccoglie le informazioni riguardanti gli Argonautes d'Aix-en-Provence nelle competizioni ufficiali della stagione 2022.

## Division Élite 2022

### Stagione regolare
| 13 febbraio 2022, ore 13:00 1ª giornata | Grizzlys Catalans | 35 – 49 (7-13 21-8 7-14 0-14) referto referto 2 | Argonautes d'Aix-en-Provence |  |

| 19 febbraio 2022, ore 19:00 2ª giornata | Centaures de Grenoble | 13 – 26 (0-7 7-6 6-7 0-6) referto referto 2 | Argonautes d'Aix-en-Provence |  |

| 6 marzo 2022, ore 14:00 3ª giornata | Argonautes d'Aix-en-Provence | 53 – 41 (6-0 12-13 21-14 14-14) referto referto 2 | Hurricanes de Montpellier |  |

| 20 marzo 2022, ore 14:00 4ª giornata | Argonautes d'Aix-en-Provence | 7 – 35 (0-0 7-14 0-14 0-7) referto referto 2 | Blue Stars de Marseille |  |

| 27 marzo 2022, ore 14:00 5ª giornata | Argonautes d'Aix-en-Provence | 7 – 20 (0-7 7-6 0-0 0-7) referto referto 2 | Ours de Toulouse |  |

| 10 aprile 2022, ore 14:00 6ª giornata | Ours de Toulouse | 41 – 41 (7-7 14-20 13-0 7-14) referto referto 2 | Argonautes d'Aix-en-Provence |  |

| 23 aprile 2022, ore 19:00 7ª giornata | Argonautes d'Aix-en-Provence | 22 – 24 (0-7 0-14 7-0 15-3) referto referto 2 | Centaures de Grenoble |  |

| 7 maggio 2022, ore 20:00 8ª giornata | Hurricanes de Montpellier | 14 – 44 (0-14 0-6 7-0 7-24) referto referto 2 | Argonautes d'Aix-en-Provence |  |

| 21 maggio 2022, ore 19:00 9ª giornata | Argonautes d'Aix-en-Provence | 30 – 48 referto referto 2 | Grizzlys Catalans |  |

| 5 giugno 2022, ore 14:00 10ª giornata | Blue Stars de Marseille | 48 – 6 (7-6 21-0 7-0 13-0) referto | Argonautes d'Aix-en-Provence |  |

## Statistiche di squadra
| Competizione | %Vittorie | In casa | In casa | In casa | In casa | In casa | In casa | In trasferta | In trasferta | In trasferta | In trasferta | In trasferta | In trasferta | Totale | Totale | Totale | Totale | Totale | Totale |
| Competizione | %Vittorie | G       | V       | N       | P       | Pf      | Ps      | G            | V            | N            | P            | Pf           | Ps           | G      | V      | N      | P      | Pf     | Ps     |
| ------------ | --------- | ------- | ------- | ------- | ------- | ------- | ------- | ------------ | ------------ | ------------ | ------------ | ------------ | ------------ | ------ | ------ | ------ | ------ | ------ | ------ |
| Campionato   | .450      | 5       | 1       | 0       | 4       | 119     | 168     | 5            | 3            | 1            | 1            | 166          | 151          | 10     | 4      | 1      | 5      | 285    | 319    |
| Totale       | .450      | 5       | 1       | 0       | 4       | 119     | 168     | 5            | 3            | 1            | 1            | 166          | 151          | 10     | 4      | 1      | 5      | 285    | 319    |

## Statistiche personali

### Passer rating
Mancano le statistiche della 10ª giornata.
La classifica tiene in considerazione soltanto i quarterback con almeno 10 lanci effettuati.
| Giocatore  | G | Att | Comp | Int | Yds  | TD | NFL    | NCAA   |
| ---------- | - | --- | ---- | --- | ---- | -- | ------ | ------ |
| Pina       | 9 | 320 | 201  | 5   | 2550 | 26 | 108,20 | 153,44 |
| Rosa       | 4 | 4   | 3    | 0   | 19   | 2  |        |        |
| Ducatillon | 1 | 1   | 1    | 0   | 7    | 1  |        |        |